# Rembrandt Vijfje
Het zogenaamde Rembrandt Vijfje is de tweede Nederlandse meerwaardeherdenkingsmunt uit 2006. De munt werd geslagen ter ere van de 400e verjaardag van Rembrandt van Rijn. Hiertoe werd op 7 juli 2006 door staatssecretaris van Financiën Joop Wijn de symbolische eerste slag geslagen in de Lakenhal in Leiden. De munt werd door de Koninklijke Nederlandse Munt, in opdracht van het ministerie van Financiën, geslagen.
Na de eerste slag werd de munt aan het museum geschonken.

## Ontwerp
De munt is ontworpen door Brend Strik. Op de voorzijde staat een zelfportret van Rembrandt afgebeeld, het schilderij hangt in het Mauritshuis in Den Haag.
Op de voorzijde staat de toenmalige koningin Beatrix afgebeeld, zij staat bijna en face afgebeeld. Op de normale euromunten staat alleen haar gezicht afgebeeld, in dit geval is er gebruikgemaakt van een buste van het staatshoofd. Om Beatrix heen staat de tekst: BEATRIX KONINGIN DER NEDERLANDEN.
Op de achterzijde is Rembrandt van Rijn afgebeeld, zoals hij zichzelf ooit in een zelfportret heeft geschilderd. Daar waar koningin Beatrix naar links kijkt, kijkt Rembrandt juist naar rechts. Deze foto is in de munt gelaserd en op dit gelaserde portret heeft Strik extra lijnen geplaatst die als het waren zijn geborduurd. Om Rembrandts hoofd valt de volgende tekst te lezen: REMBRANDT VAN RIJN 1606-2006.
Op de beide portretten heeft de ontwerper borduursteken geplaatst. Op deze manier eert, en toont, Strik de artistieke vrijheid die Rembrandt ook nam.

## Details
|           | Circulatie Vijfje | Proof Vijfje    | Tientje       |
| --------- | ----------------- | --------------- | ------------- |
| Metaal:   | zilver 925/1000   | zilver 925/1000 | goud 900/1000 |
| Gewicht:  | 11,9 gram         | 11,9 gram       | 6,72 gram     |
| Diameter: | 29 mm             | 29 mm           | 22,5 mm       |
| Oplage:   | 651.000           | 35.000          | 8.500         |

Gulden herdenkingsmunten:

Dubbelkop 1980 · Unie van Utrecht · Voetbalvijfje

Nederlandse euro-herdenkingsmunten:

herdenkingsmunten van € 2: Erasmusmunt · Dubbelkop Beatrix-Willem-Alexander · 200 jaar koninkrijk

meerwaardeherdenkingsmunten:

Zilveren vijfjes: Vincent van Gogh Vijfje · Europamunt · Koninkrijksmunt · Vredes Vijfje · Belasting Vijfje · Australië Vijfje · Rembrandt Vijfje · Michiel de Ruyter Vijfje · Architectuur Vijfje · Manhattan Vijfje · Japan Vijfje · Max Havelaar Vijfje · Waterland Vijfje · Schilderkunst Vijfje · Muntgebouw Vijfje · WNF Vijfje · Tulpen Vijfje · Beeldhouwkunst Vijfje · Grachtengordel Vijfje · Vrede van Utrecht Vijfje · Rietveld Vijfje · Vredespaleis Vijfje · De Nederlandsche Bank Vijfje · Van Nelle Vijfje · Waterloo Vijfje · Wadden Vijfje · Jheronimus Bosch Vijfje · Stelling van Amsterdam Vijfje · Johan Cruijff Vijfje · Fanny Blankers-Koen Vijfje · Schokland Vijfje · Wageningen Universiteit Vijfje · Luchtvaart Vijfje · Beemster Vijfje · Market Garden Vijfje · Jaap Eden Vijfje

Zilveren tientjes: Huwelijksmunt · Geboortemunt · Jubileummunt · Koningstientje · Verjaardagstientje
Caribisch Nederland: BES-dollar (2011, 2013)